# Ґрут
Ґрут (англ. Groot) — вигаданий супергерой з коміксів американського видавництва Marvel Comics. Створені Стеном Лі, Джеком Кірбі, Ларрі Лібером, і Діком Айерсом, персонаж вперше з'явився в Tales to Astonish #13 (Листопад, 1960). Він позаземний деревоподібних гуманоїд, що володіє високим рівнем інтелекту. Спочатку був представлений як загарбник, який прагне захопити людей для експериментів.
Персонаж був пізніше представлений як героїчна, благородна істота в 2006 році, і з'явився у кросовері коміксів,  у сюжетній лінії «Annihilation: Conquest». Ґрут з'явився в спін-оффі серії фільмів, Вартові Галактики, об'єднавшись в команду під однойменною назвою.

## Історія публікації
Вперше з'явився в серії «Tales to Astonish» # 13, в листопаді 1960 року. Через 16 років з'явився в коміксі «Неймовірний Галк» № 5 (листопад 1976), як один з монстрів з серії «Tales to Astonish». Через 21 рік з'явився в кошмарі, який сниться Пітеру Паркеру в коміксі «The Sensational Spider-Man» (липень 1997). У 2006 році з'являється в серії з шести випусків «Невуча команда Ніка Ф'юрі» і «Анігіляція: Завоювання», а також обмеженої серії «Анігіляція: Завоювання — Зоряного Лицаря». Пізніше вступає в команду Вартових Галактики, за якою слідує серія коміксів. Також з'явився в коміксі «Імператив Таноса» і разом з Єнотом Ракетою в «знищувач». Разом з іншими членами команди Вартових Галактики з'явився в серії коміксів «Месники збір», створеної для фанатів фільму «Месники». З'явився в серії «Вартові Галактики: Том 3» як частина перезапуску Marvel NOW !.

## Біографія
Ґрут — позаземний монстр, який спочатку прилетів на Землю і прагнув захопити людей для експериментів. Але був знищений термітами, яких використовував Леслі Еванс. Хемну зробив дублікат Ґрута, щоб боротися з Галком, але Галк знищив дублікат. Пізніше невідомим способом його захопила організація Щ. И.Т.
Ґрут був учасником «Анігіляції», і швидше за все, він останній зі своєї раси як і могутній герой у всесвіті (його інопланетний родич). Він пожертвував собою, щоб у його команди був час піти, і уникнути бою. Але він вижив як гілка. Він регенерував своє тіло від гілочки до звичайного розміру, і брав участь в нападі на вавилонський Шпиль. Коли первісний план закладки вибухівки в Шпиль не вдався, Ґрут був змушений проростати всередині Шпиля до колосальних розмірів і, тим самим заповнюючи велику частину будівлі. Богомол змогла створити сік, який зробив Ґрута вогненебезпечним, і знову, жертвуючи собою, він допоміг команді зруйнувати Вавилонський Шпиль. Чергову гілочку зберіг Єнот Ракета, і після того як приєднався до команди Вартових Галактики, віддав гілку Богомолу, яка змогла регенерувати Ґрута. Згодом Ґрут брав участь у всіх місіях Вартових Галактики, приймаючи на себе основну загрозу. Зіграв вирішальну роль у Війні королів, між расою Ші'ар і Кріі, де в кінці війни Чорний Грім підірвав бомбу. В результаті вибуху утворився отвір у просторі. Перша істота, яка проникла через отвір, була гігантським кальмаром, який напав на місто Атілан. Ґруту прийшла ідея зброї, яка зможе знищити істоту. За допомогою Максимуса, використовуючи високопросунуту квантову науку, вони змогли вбити істоту і закрити розрив у просторі.
Після битви він боровся з Магом, Уособленням Життя і агентом галактичного уряду, в результаті чого втратив руку. Рука швидко відросла. Потім він разом зі Вартовими Галактики допоміг захистити Місячного дракона від Універсальної церкви Правди (У. Ц. П.). Разом зі Вартовими він також боровся з Таносом. Був присутній при останній битві між Капітаном Марвелом і Таносом. Після розпаду Вартових, Ґрут подорожував разом з Єнотом Ракетою. Подавав заяву на посаду няні дитини Люка Кейджа, але вибрали Дівчинку-Білку.

## Сили і здібності
Ґрут може поглинати деревину, щоб відновити свої сили або вирости в розмірах. Він може керувати деревами, використовуючи їх, щоб напасти на інших, також він вогнетривкий. Має благородну лінію соку, є відростком елітного королівського дому, Ґрут отримав саме прекрасну освіту від найбільш обдарованого з наставників. Він дуже розумний і має величезне схоплювання квазіразмерной суперпозіціонного розробки.
Максимус говорив, що коли Ґрут вимовляє свою єдину фразу «Я є Ґрут!», Вона може означати що завгодно. Зріла форма різновидів Ґрута міцна і важка, вона робить його акустичні органи жорсткими й негнучкими. Люди, з якими він спілкується, не звертають уваги на нюанси його мови.

## Поява поза коміксів

### Мультсеріали
- Ґрут, озвучений Троєм Бейкером, з'являється в якості члена Вартових Галактики в серії «Майкл Корвак» мультсеріалу «Месники: Могутні герої Землі».
- Майкл Кларк Дункан озвучив Ґрута в серії «Вартові Галактики» мультсеріалу «Людина-павук. Щоденник супергероя».
- Ґрут з'являється в серії «Вартові і Зоряні лицарі» мультсеріалу «Месники, загальний збір!», Де його озвучив Кевін Майкл Річардсон.

### Фільми
Він Дізель озвучив Ґрута 15 різними мовами світу і послужив основою для лицьової анімації через технологію захоплення руху в фільмі «Вартові Галактики», «Вартові Галактики 2», «Месники: Війна нескінченності» і «Месники: Завершення».

### Відео Ігри
- Marvel Heroes
- Lego Marvel Super Heroes
- Marvel: Avengers Alliance
- Disney Infinity
- Marvel: Puzzle Quest
- Marvel: Contest of Champions
- Marvel: Future Fight
- Lego Marvel Super Heroes 2
- Guardians of the Galaxy: The Telltale Series
- Marvel vs. Capcom: Infinite